# RCS La Forestoise
El RCS La Forestoise fue un equipo de fútbol belga del municipio de Forest en Bruselas que alguna vez jugó en la Primera División de Bélgica, la máxima categoría de fútbol en el país.

## Historia
Fue fundado el 20 de mayo de 1909 en el municipio de Forest de la capital Bruselas y fue inscrito ante la Real Federación Belga de Fútbol con la matrícula nº51 el 24 de agosto de 1911.
En la temporada de 1925/26 gana el derecho de jugar en la Primera División de Bélgica por primera vez en su historia, pero fue debut y despedida luego de terminar en último lugar entre catorce equipos.
En la temporada 1940/41 gana el título de la Segunda División de Bélgica, con lo que logra ascender nuevamente a la Primera División de Bélgica, liga donde se mantuvo por cuatro temporadas hasta su descenso al finalizar la temporada de 1946/47 y no retornaría al máximo nivel.
Posterior a la década de los años 1950s, el club pasó entre la Tercera División de Bélgica y las ligas provinciales, donde pasó jugando hasta que al finalizar la temporada 1995/96 se fusiona con el Royal Léopold Uccle FC para dar origen al Royal Uccle Forestoire Léopold el 1 de julio de 1996.
El club militó en 5 temporadas de la Primera División de Bélgica, en la cual disputó 72 partidos, ganando 23, empatando 15 y perdiendo 34, anotando 121 goles y recibiendo 150.

## Palmarés
- Segunda División de Bélgica: 1

1940/41
- Promoción de Bélgica: 3

1952/53, 1967/68, 1977/78

## Jugadores

### Jugadores destacados
- Raymond Braine